# Max Yavno

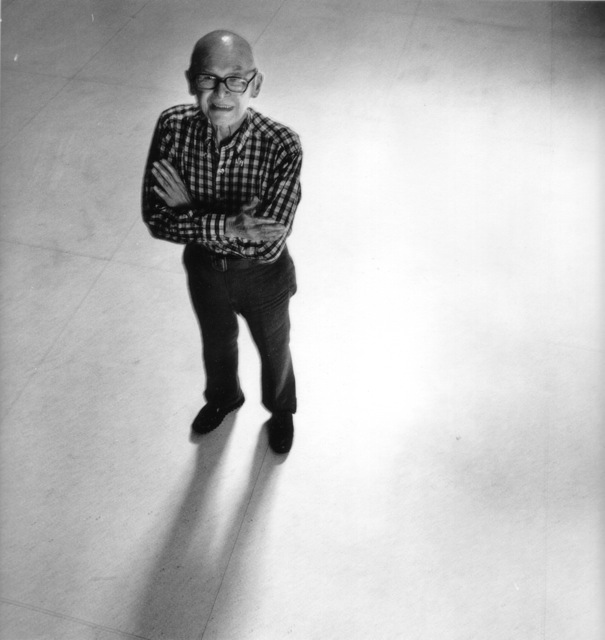
Max Yavno in der G. Ray Hawkins Gallery, West Hollywood, 1980er Jahre. Foto von Chris Gulker

Max Yavno (* 26. April 1911 in New York City; † 4. April 1985 in Los Angeles) war ein US-amerikanischer Fotograf, der sich auf Straßenszenen spezialisierte, insbesondere in Los Angeles und San Francisco. Er war Mitglied der New Yorker Photo League. Die Photo League war eine Organisation von Fotografen in New York, die sich der Dokumentation des Lebens in den Arbeitervierteln widmete. Sie wurde 1936 gegründet und bot ihren Mitgliedern Schulungen, Ausstellungsräume und eine Plattform für den Austausch über soziale und kreative Themen. Die Photo League wurde 1951 aufgelöst, nachdem sie während der McCarthy-Ära auf die schwarze Liste des US-Justizministeriums gesetzt worden war. Die Photo League spielte eine wichtige Rolle bei der Entwicklung der sozialdokumentarischen Fotografie in den USA.

## Leben
Max Yavno wurde als Sohn russischer Einwanderer in New York geboren. Er arbeitete zunächst als Bote an der Wall Street und besuchte abends das City College of New York. Später studierte er Wirtschaftswissenschaften an der Columbia University und arbeitete an der Börse, bevor er 1935 Sozialarbeiter wurde. Von 1936 bis 1942 fotografierte er für die Works Progress Administration (WPA) und wurde Präsident der Photo League. Er diente im Zweiten Weltkrieg im United States Army Air Corps. Nach dem Krieg ließ er sich in San Francisco nieder und spezialisierte sich auf die Fotografie von Stadtlandschaften. Ende der 1940er Jahre veröffentlichte er The San Francisco Book (1948) und The Los Angeles Book (1950), die beide das urbane Leben und die Landschaften dieser Städte dokumentieren. Von 1954 bis 1975 betrieb Max Yavno ein erfolgreiches kommerzielles Fotostudio in Los Angeles, bevor er sich wieder der künstlerischen Fotografie zuwandte. Er erhielt 1953 ein Guggenheim-Stipendium und seine Arbeiten wurden in die ständige Sammlung des Museum of Modern Art in New York aufgenommen. Max Yavno starb 1985 an den Folgen eines Sturzes in Los Angeles.

## Werk

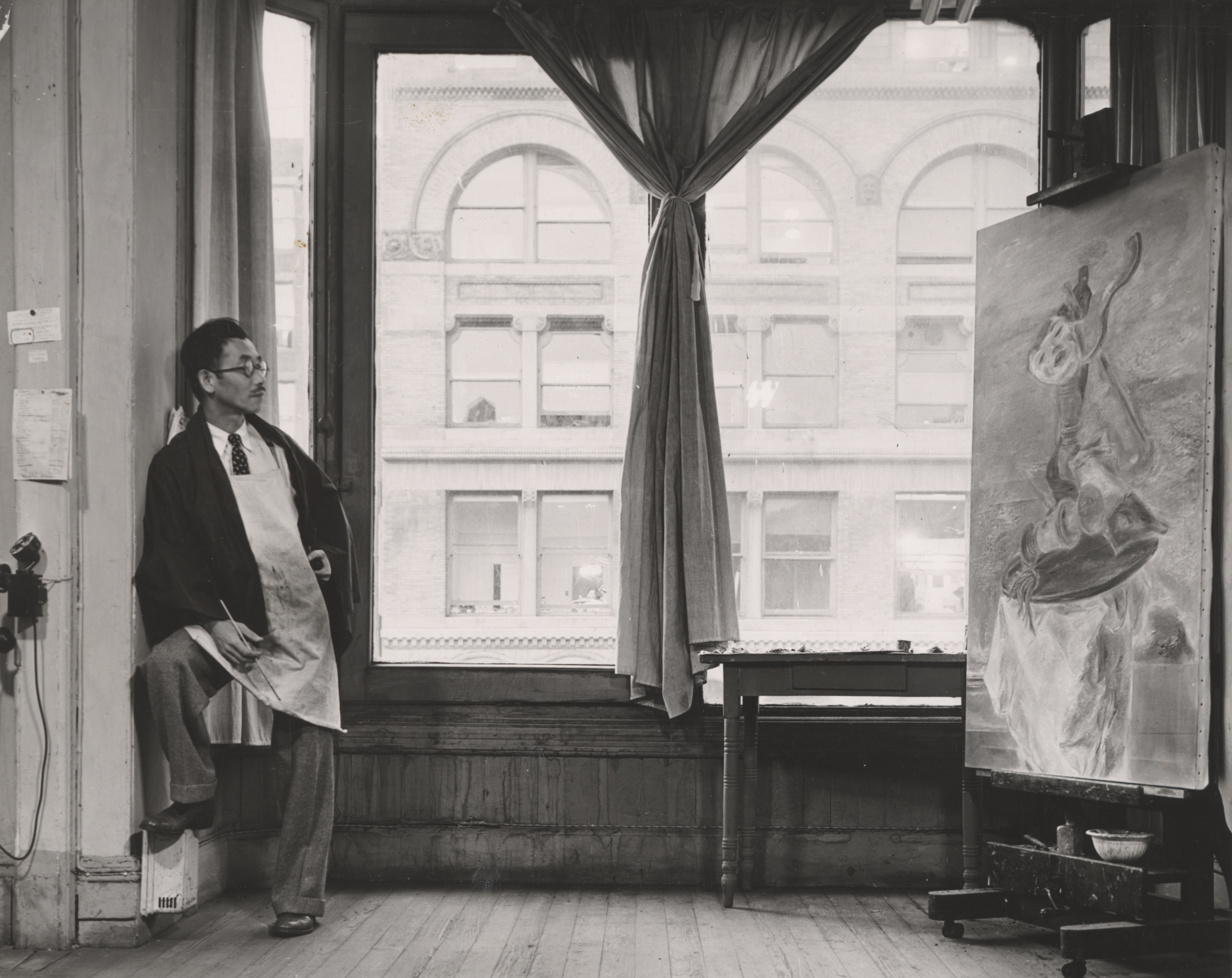
Max Yavno: Yasuo Kuniyoshi in seinem Atelier in New York City, 1940; fotografiert für die Federal Art Project Photographic Division. Kuniyoshi arbeitet an seinem Gemälde Upside Down Table and Mask. Archives of American Art, Smithsonian Institution

Max Yavnos Fotografien zeichnen sich durch ihre dokumentarische Qualität und ihren Fokus auf das urbane Leben aus. Seine Arbeiten fangen die Essenz von Städten wie New York, San Francisco und Los Angeles ein und spiegeln die kulturellen und sozialen Details ihrer Bewohner wider. Neben seinen dokumentarischen Arbeiten schuf Max Yavno auch kommerzielle Fotografien, darunter inszenierte Stillleben für Zeitschriften wie Vogue und Harper’s Bazaar. In den 1970er Jahren kehrte er zur künstlerischen Landschaftsfotografie zurück und erweiterte sein Repertoire um Aufnahmen aus Ländern wie Mexiko, Marokko, Israel und Ägypten.